# Трилисский, Андрей Михайлович
Андрей Михайлович Трилисский (род. 6 декабря 1963, Киев, Украина) — советский украинский галерист, куратор, арт-критик, публицист, правозащитник, коллекционер произведений современного искусства, директор Галерей РА и РА-фото, основатель и Президент Международного фестиваля фотографии «KievFotoCom».
Возглавляемая им Галерея РА — одна из первых на независимой Украине.

## Биография
Постоянно проживает и работает в Киеве. Двое детей.
Инженер-электронщик по образованию, окончивший в 1987-м году факультет электронной техники КПИ, Андрей Трилисский несколько лет проработал на НПО «Квант», занимался общественной деятельностью. В начале 1980-х, будучи студентом, подружился с художником Владимиром Поповым.
Галерея РА зарегистрирована в 1993 году как молодёжная общественная организация, цель которой — поиск и поддержка молодых художников.
В 2004 году Трилисский создал Галерею РА-фото, в 2006-м инициировал проведение международного фестиваля фотографии «KievFotoCom».
На базе Галерей РА и РА-фото была основана Школа визуального искусства галереи РА, в рамках которой функционируют школа фотографии под руководством Виктора Марущенко (создана в 2004 году), арт-школа (создана в 2007 году), школа кураторов (создана в 2011 году совместно с институтом проблем современного искусства).